# Robert William Finn
Robert William Finn (Saint Louis, 2 aprile 1953) è un vescovo cattolico statunitense.

## Biografia

### Primi anni di vita e formazione
Robert William Finn è nato a Saint Louis il 2 aprile 1953 ed è il secondo dei cinque figli di Theodore (Pat) e Betty Schneider Finn. Ha tre sorelle: Kathleen Fornwalt, Patricia Bax e Nancy Meyer, e un fratello, Richard. Finn ha completato la sua formazione elementare presso la All Souls Catholic School a Overland nel Missouri.
Ha studiato per il sacerdozio nei seminari dell'arcidiocesi e a Roma. Si è diplomato nel 1971 presso il seminario preparatorio St. Louis e ha conseguito una laurea in filosofia presso Cardinal Glennon College nel 1975. Nel 1979, mentre era seminarista presso il Pontificio collegio americano del Nord a Roma, ha conseguito la licenza in teologia presso la Pontificia università "San Tommaso d'Aquino". Tra il 1978 e l'anno successivo ha servito come diacono nella parrocchia di San Carlo Borromeo. È stato ordinato presbitero per l'arcidiocesi di Saint Louis nella chiesa parrocchiale di Tutti i Santi il 7 luglio 1979.

### Ministero sacerdotale
Il primo incarico di Finn come prete è stato di vicario parrocchiale in due parrocchie dell'arcidiocesi di Saint Louis. In seguito è stato nominato docente presso la Saint Francis Borgia Regional High School di Washington dove ha insegnato dal 1983 al 1989. In quegli anni ha vissuto nelle canoniche e servito come vicario parrocchiale in diverse chiese della zona.
Nel 1989 ha conseguito un master in amministrazione dell'educazione presso la Saint Louis University ed è stato nominato amministratore della St. Dominic High School a O'Fallon nel Missouri. Durante la sua permanenza alla St. Dominic ha assistito i parroci della zona. Ha servito nella comunità scolastica fino al 1996.
In quell'anno è stato nominato direttore della formazione permanente dei sacerdoti e, nel 1999, anche direttore del St. Louis Review, il settimanale dell'arcidiocesi di Saint Louis.
Nell'agosto del 2003 papa Giovanni Paolo II lo ha nominato cappellano di Sua Santità, su raccomandazione dell'arcivescovo di St. Louis Justin Francis Rigali che lo aveva chiamato ai citati incarichi di rilievo. Finn ha servito anche in diversi altri uffici, tra cui quello di presidente del Comitato arcidiocesano sul diaconato.

### Ministero episcopale
Il 9 marzo 2004 è stato nominato vescovo coadiutore (con diritto di successione) della diocesi di Kansas City-Saint Joseph. Ha ricevuto l'ordinazione episcopale il 3 maggio 2004 presso la cattedrale dell'Immacolata Concezione di Kansas City dall'arcivescovo di Saint Louis Raymond Leo Burke, coconsacranti il vescovo di Kansas City-Saint Joseph Raymond James Boland e l'arcivescovo coadiutore di Kansas City in Kansas Joseph Fred Naumann. Da quel momento è membro quarto grado dei Cavalieri di Colombo. Il 24 maggio 2005 il papa ha accettato la richiesta di dimissioni per raggiunti limiti d'età del vescovo Boland. Finn gli è succeduto automaticamente come sesto vescovo della diocesi di Kansas City-St. Joseph.
Finn è diventato poi membro della Società Sacerdotale della Santa Croce che è legata alla prelatura personale dell'Opus Dei. In un'intervista al Catholic Key, Finn ha raccontato di come l'Opus Dei avesse contribuito ad aprire il suo cuore all'opera dello Spirito Santo.
Al suo arrivo nella diocesi di Kansas City-Saint Joseph, Finn ha detto che le vocazioni al sacerdozio e alla vita religiosa sarebbero state una "super-priorità" per la sua diocesi. Sotto la sua guida, la diocesi ha continuato a versare considerevoli risorse finanziarie, spirituali e umane, in sforzi per incoraggiare le vocazioni. Prima dell'arrivo di Finn, nell'anno scolastico 2003/2004 in seminario, la diocesi segnalava di avere nove seminaristi. Nell'anno 2007/2008, la diocesi ha riferito che c'erano ventiquattro uomini che studiavano per il sacerdozio diocesano. Nel marzo del 2006 ha invitato nella sua diocesi un piccolo ordine di suore benedettine, ora chiamato Benedettine di Maria, Regina degli Apostoli. Con un carisma contemplativo di preghiera e sacrificio per la santificazione dei sacerdoti, oltre a gestire una società di design e investimento denominata "Casa di Efeso", queste suore hanno visto i loro numeri salire rapidamente negli ultimi anni.
Dal dicembre 2011 Finn ha servito nel comitato amministrativo e di pianificazione della Conferenza dei vescovi cattolici degli Stati Uniti e è stato presidente della task force episcopale sulla vita e la dignità della persona umana.

### Condanna penale per mancata segnalazione di sospetti di abusi sui minori
Nel 2012, Finn è stato condannato per non aver segnalato i sospetti di abusi su minori commessi da padre Shawn Ratigan accusato anche di pedopornografia. La diocesi ha aspettato cinque mesi per informare la polizia che erano stati trovate immagini inappropriate di bambini di una scuola diocesana sul computer di padre Ratigan. Durante questo periodo, la diocesi non ha informato la comunità di questa scoperta e Ratigan ha continuato a scattare immagini inappropriate di bambini che conosceva attraverso i contatti in chiesa.
Secondo l'accusa, la diocesi era a conoscenza delle immagini sul computer di Ratigan dal 16 dicembre 2010. Tuttavia, invece di segnalarlo alle autorità, Finn gli ha ordinato di sottoporsi a una valutazione psichiatrica e poi lo ha mandato in un convento con l'ordine di non avere alcun contatto con bambini. I funzionari della chiesa hanno riportato, senza l'approvazione di Finn, le azioni di Ratigan l'11 maggio 2011 dopo aver saputo che stava ancora scattando immagini indecenti di bambini. Ratigan è stato dichiarato colpevole di cinque capi d'accusa legati alla pornografia infantile ed è stato condannato a 50 anni di carcere federale. Pur essendo cadute tutte le accuse contro la diocesi, Finn è stato condannato nel settembre 2012 a due anni di libertà vigilata.
Il 14 ottobre 2011 il gran giurì di una contea ha incriminato sia la diocesi che Finn personalmente per mancata segnalazione di sospetti di abusi sui minori, un reato. Mentre altri vescovi sono stati accusati di aver perpetrato direttamente abusi, Finn è il primo vescovo degli Stati Uniti ad essere stato penalmente accusato nel suo ruolo di supervisore dei sacerdoti. Il caso è anche il primo procedimento penale contro un vescovo nell'ambito dello scandalo di abusi sessuali su minori nella Chiesa cattolica.

### Richiesta di scuse per mancanza di intervento
Nel maggio 2011 Finn si è scusato per la sua incapacità di agire in modo più tempestivo nel caso di un prete accusato di mantenere comportamenti scorretti con i bambini. Finn ha detto ai giornalisti che non è riuscito a leggere una lettera inviata alla diocesi un anno prima (maggio 2010) dal preside di una scuola elementare cattolica che stava segnalando numerosi esempi di comportamento inappropriato. L'ammissione di Finn è venuta cinque mesi dopo che la diocesi aveva scoperto le immagini discutibili di bambini sul computer di Ratigan e una settimana dopo che il sacerdote è stato arrestato con l'accusa di pornografia infantile.

### Indagine indipendente
Il 9 giugno 2011 Finn ha incaricato l'ex ministro della giustizia americano Todd P. Graves di condurre un'indagine indipendente sulle politiche e sulle procedure diocesane utilizzate per affrontare la cattiva condotta sessuale da parte del personale ecclesiastico, tra cui il caso già citato di padre Shawn Ratigan. Graves è stato co-presidente nazionale del gruppo di sfruttamento del lavoro infantile del Dipartimento di Giustizia degli Stati Uniti. Finn ha anche annunciato la nomina di un collegamento pubblico indipendente e di un difensore civico.
Nel rapporto pubblicato nel settembre 2011, Graves ha affermato che la scoperta chiave delle indagini è stato "che i leader diocesani non sono riusciti a seguire le proprie politiche e procedure per rispondere alle segnalazioni di abusi sessuali da parte del clero".

### Esame della Santa Sede e dimissioni
Nel settembre del 2014 la Santa Sede ha aperto un'inchiesta sul ruolo di Finn come vescovo condotta dall'arcivescovo di Ottawa Terrence Prendergast. Il direttore della Survivors Network of those Abused by Priests ha definito l'indagine "in ritardo".
Il cardinale Sean Patrick O'Malley presidente della Pontificia commissione per la tutela dei minori, ha fatto osservazioni critiche per quanto riguarda le azioni di Finn. In un'intervista al programma 60 Minutes, O'Malley ha detto che la condanna del vescovo Finn per non aver segnalato sospetti di abusi su minori lo avrebbe reso inadatto a esercitare il suo ministero nell'arcidiocesi di Boston. "È una questione che la Santa Sede deve affrontare con urgenza", ha anche detto O'Malley.
Il Vaticano ha annunciato le sue dimissioni il 21 aprile 2015.

### Dopo le dimissioni
Nel dicembre 2015 Finn ha cominciato il suo nuovo ministero di cappellano delle suore scolastiche francescane di Cristo Re nella diocesi di Lincoln. Risiede presso la scuola "Villa Regina Madre" delle suore.

## Opinioni

### Messa tridentina
Nel'agosto del 2005 ha incoraggiato l'uso della messa tridentina nella sua diocesi in accordo con le disposizioni stabilite durante il papato di Giovanni Paolo II, e ha accolto con favore l'iniziativa dell'Istituto di Cristo Re Sommo Sacerdote di celebrare la messa secondo questo rito nell'oratorio di San Patrizio, la chiesa più antica della città.

### Dichiarazioni sulle elezioni del 2008
Il 24 ottobre 2008 sul giornale diocesano, The Catholic Key, Finn ha scritto: "I nostri principi morali cattolici insegnano che la promessa di un candidato di prosperità economica non è sufficiente a giustificare il suo supporto costante alle leggi sull'aborto, tra cui l'aborto a nascita parziale, e l'infanticidio per i bambini nati-vivi. La promozione del Freedom of Choice Act è un impegno di eliminare ogni singolo tipo di aborto compiuto negli ultimi trentacinque anni. La vera libertà a cui Gesù Cristo ci costringe è di non prendere la vita, ma di difenderla".

## Genealogia episcopale
La genealogia episcopale è:
- Cardinale Scipione Rebiba
- Cardinale Giulio Antonio Santori
- Cardinale Girolamo Bernerio, O.P.
- Arcivescovo Galeazzo Sanvitale
- Cardinale Ludovico Ludovisi
- Cardinale Luigi Caetani
- Cardinale Ulderico Carpegna
- Cardinale Paluzzo Paluzzi Altieri degli Albertoni
- Papa Benedetto XIII
- Papa Benedetto XIV
- Papa Clemente XIII
- Cardinale Enrico Benedetto Stuart
- Papa Leone XII
- Cardinale Chiarissimo Falconieri Mellini
- Cardinale Camillo Di Pietro
- Cardinale Mieczysław Halka Ledóchowski
- Cardinale Jan Maurycy Paweł Puzyna de Kosielsko
- Arcivescovo Józef Bilczewski
- Arcivescovo Bolesław Twardowski
- Arcivescovo Eugeniusz Baziak
- Papa Giovanni Paolo II
- Cardinale Raymond Leo Burke
- Vescovo Robert William Finn